# Грейденберг, Михаил Борисович
Михаил Борисович Грейденберг (псевдонимы — Грей, Борис Ович, Энский; 25 ноября [7 декабря] 1885, Симферополь — не ранее 1913) — российский журналист, юрист.

## Биография
Родился в Симферополе. Сын приват-доцента Харьковского университета. Учился в 3-й харьковской гимназии.
Окончил юридический факультет Харьковского университета.
Сотрудник журнала «Р. Еврей» (1881-1882)
Печатался в «Новостях сезона», Юге, Вечерней газете, Южном крае, Сборнике Харьковского литературно-филологического общества (1908).
1920—1930 г.г. — работал в банке на административной должности (управляющий).
Автор работ по вопросам литературы и театра.
Произведения Грейденберга М. Б. до настоящего времени остаются актуальными. Так, например, в диссертации Долгенко Александра Николаевича «Художественный мир русского романа рубежа XIX — XX веков» (на соискание ученой степени доктора филологических наук) в числе использованной литературы упомянута книга М. Грейденберга «Санин».

### Предложный падеж
Цитата из эссе Александр Сорочина «Эротический нигилист М. Арцыбашева как символ времени» (Рец. на кн.: Boele O. Erotic Nihilism in Late Imperial Russia: The Case of Mikhail Artsybashev’s Sanin. Madison, 2009)|опубликовано в «НЛО» 2011, №110:

Упоминаемый на с. 67 «некий М. Грейденберг» — довольно известный журналист и юрист (это последнее, кстати, немаловажно в связи с его выступлением по поводу «Санина») Михаил Борисович Грейденберг…

## Сноски
1. ↑  Диссертация на тему «Художественный мир русского декадентского романа рубежа XIX - XX веков» автореферат по специальности ВАК 10.01.01 - Русская литература | disserCat — элект... Дата обращения: 8 июня 2013. Архивировано 27 апреля 2012 года.
2. ↑  Журнальный зал | НЛО, 2011 N110 | АЛЕКСАНДР СОРОЧАН - Эротический нигилист М. Арцыбашева как символ времени. Дата обращения: 8 июня 2013. Архивировано 5 ноября 2011 года.
3. ↑  Грейденберг Борис Самсонович, 1857. Д-р медицины, карточка 24 из 64. Дата обращения: 8 июня 2013. Архивировано 4 марта 2016 года.
4. ↑  Грейденберг Борис Самсонович, 1857. Д-р медицины, карточка 26 из 64. Дата обращения: 8 июня 2013. Архивировано 19 августа 2018 года.
5. ↑  Грейденберг Борис Самсонович, 1857. Д-р медицины, карточка 25 из 64. Дата обращения: 8 июня 2013. Архивировано 4 марта 2016 года.
6. ↑  Грейденберг Борис Самсонович, 1857. Д-р медицины, карточка 27 из 64. Дата обращения: 8 июня 2013. Архивировано 4 марта 2016 года.